# Lincoln (Massachusetts)
Lincoln ist eine als Town klassifizierte Siedlung im Bundesstaat Massachusetts der Vereinigten Staaten. Das U.S. Census Bureau hat bei der Volkszählung 2020 eine Einwohnerzahl von 7.014 ermittelt.
Sie wurde 1650 gegründet und ist die einzige Stadt dieses Namens in den USA, die nach Lincoln in England benannt wurde. Größter Arbeitgeber der Stadt ist die nahegelegene Hanscom Air Force Base.

## Geschichte
Lincoln wurde in den 1650er Jahren von europäischen Siedlern als Teil von Concord, Massachusetts gegründet und wurde 1754 als Siedlung verselbstständigt (inkorporiert). Heute besteht die Siedlung aus ehemaligen Teilen von Concord und Weston, das seinerseits Teil von Watertown und Lexington gewesen war, wobei Lexington wiederum selbst einmal zu Cambridge gehört hatte.
Chambers Russell wurde gebeten, der neuen Siedlung einen Namen zu geben, und entschied sich für den Wohnsitz seiner Eltern in Lincolnshire, England. Sein Wohnhaus in Massachusetts ging nach seinem Tod auf die mit ihm verwandte Familie Codman über und ist heute als Codman House im National Register of Historic Places eingetragen.
Lincoln ist die einzige Stadt dieses Namens in den USA, die nach Lincoln in England benannt wurde; die anderen Namensgebungen gehen in der Regel auf Benjamin Lincoln oder Abraham Lincoln zurück. Sie wurde unter anderem dadurch bekannt, dass dort in der Nacht des 18. April 1775 Paul Revere von britischen Soldaten gefangen genommen wurde. Minutemen aus Lincoln gehörten zu den ersten, die die Kolonisten bei den Gefechten von Lexington und Concord unterstützten.
Im Jahr 1961 sorgte der mysteriöse Vermisstenfall Joan Risch in Lincoln für Aufsehen.

## Bevölkerung
| Altersverteilung in Lincoln im Jahr 2000 | Altersverteilung in Lincoln im Jahr 2000 | Altersverteilung in Lincoln im Jahr 2000 | Altersverteilung in Lincoln im Jahr 2000 | Altersverteilung in Lincoln im Jahr 2000 |
| ---------------------------------------- | ---------------------------------------- | ---------------------------------------- | ---------------------------------------- | ---------------------------------------- |
|                                          |                                          |                                          |                                          |                                          |
| unter 18 Jahre                           | unter 18 Jahre                           |                                          | 30,7 %                                   | 30,7 %                                   |
| 18 bis 24 Jahre                          | 18 bis 24 Jahre                          |                                          | 5,4 %                                    | 5,4 %                                    |
| 25 bis 44 Jahre                          | 25 bis 44 Jahre                          |                                          | 31,2 %                                   | 31,2 %                                   |
| 45 bis 64 Jahre                          | 45 bis 64 Jahre                          |                                          | 21,7 %                                   | 21,7 %                                   |
| über 65 Jahre                            | über 65 Jahre                            |                                          | 11,0 %                                   | 11,0 %                                   |
|                                          |                                          |                                          |                                          |                                          |

Auf Basis der Volkszählung im Jahr 2000 hatte Lincoln 8.056 Einwohner verteilt auf 2.790 Haushalte und 2.254 Familien. Die Bevölkerungsdichte betrug 560,7 Personen pro Quadratmeile bzw. 216,5 Personen pro Quadratkilometer. Es gab 2.911 Wohneinheiten mit einer Dichte von 202,6 Einheiten pro Quadratmeile (78,2 Einheiten pro Quadratkilometer).
Die Bevölkerung der Stadt setzte sich wie folgt zusammen: 87,16 % Weiße, 4,84 % Afroamerikaner, 0,38 % Indigene Amerikaner, 4,17 % Asiaten, 0,02 % Pacific Islander, 1,33 % andere Rassen und 2,09 % zwei oder mehr Rassen. Hispanics und Latinos machten 2,97 % der Bevölkerung aus.
45,6 % der Haushalte hatten Kinder unter 18 Jahren, 73,4 % waren verheiratete Paare, 5,4 % der Haushalte wurden von allein stehenden Frauen geführt und 19,2 % der Haushalte wurden nicht als Familie klassifiziert. In 15,8 % der Haushalte lebten Singles, 7,0 % waren alleinstehende Senioren über 65 Jahre. Die durchschnittliche Größe der Haushalte betrug 2,83 Personen, die durchschnittliche Familiengröße betrug 3,18 Personen.
Die Altersverteilung kann dem Diagramm entnommen werden. Das mittlere Haushaltseinkommen betrug 120.844 US-Dollar, das mittlere Familieneinkommen 202.704 Dollar. Männer hatten ein durchschnittliches Einkommen in Höhe von 142.788 Dollar gegenüber 61.786 Dollar bei Frauen. Das Pro-Kopf-Einkommen der Stadt betrug 74.402 Dollar. 0,3 % der Familien und 0,8 % der Stadtbevölkerung lebten unterhalb der Armutsgrenze, davon 0,2 % im Alter unter 18 Jahren und 2,4 % über 65 Jahre.
Auf der Basis dieser Zahlen gehört Lincoln zu den reichsten Städten der Vereinigten Staaten.

## Verkehr
Die Stadt ist über die Fitchburg Line der MBTA Commuter Rail an die Boston North Station angebunden.

## Persönlichkeiten

### Söhne und Töchter der Stadt
- Jacob Braun, Cellist
- John Flansburgh (* 1960), Musiker
- Frank Wood (* 1960), Schauspieler

### Persönlichkeiten, die vor Ort gewirkt haben
- Marcel Breuer (1902–1981), Architekt und Möbeldesigner
- David Herbert Donald (1920–2009), Biograf von Abraham Lincoln
- Walter Gropius (1883–1969), Architekt
- Dudley R. Herschbach (* 1932), Chemiker
- George Bogdan Kistiakowsky (1900–1982), Chemiker
- Karen Smyers (* 1961), Triathletin
- An Wang (1920–1990), Computerentwickler